# Eratoneura morgani
Eratoneura morgani är en insektsart som först beskrevs av Delong 1916.  Eratoneura morgani ingår i släktet Eratoneura och familjen dvärgstritar. Inga underarter finns listade i Catalogue of Life.